# Роберт Буда
Роберт Буда (пол. Robert Buda; 9 лютого 1970, Вроцлав) — польський боксер, призер чемпіонату Європи.

## Аматорська кар'єра
1991 і 1992 року Роберт Буда виграв звання чемпіона Польщі в середній вазі.
На чемпіонаті Європи 1991 Роберт Буда переміг трьох суперників, а у півфіналі програв Міхалу Франеку (Чехія) і отримав бронзову медаль.
На чемпіонаті світу 1991 програв в першому бою Олександру Лебзяку (СРСР).
На Олімпійських іграх 1992 програв в першому бою Альберту Папілая (Індонезія).